# Montréal
Montréal (franciául: Montréal  [mɔ̃ʁeˈal]?*, angolul: Montreal  /ˌmʌntriˈɑːl/?*) Kanada második legnagyobb városa és Québec tartomány legnagyobb városa. Párizs után a második legnagyobb francia nyelvű város a nyugati világban. A városban továbbá jelentős angol nyelvű kisebbség is él.
A város az azonos nevű szigeten található az Ottawa és a Szent Lőrinc-folyó torkolatánál.
Magában Montréalban 2014-ben 1 698 062 fő élt, és még ugyanennyien az elővárosi régióban. Az agglomeráció 75 szigetből áll, amelyek közül Montréal a legnagyobb.
Montréalban rendezték meg az 1967-es világkiállítást és az 1976. évi nyári olimpiai játékokat.
A város a központja a Nemzetközi Polgári Repülési Szervezetnek, a Nemzetközi Légi Szállítási Szövetségnek és számos egyéb nemzetközi szervezetnek is.

## A név eredete
A Montréal név valószínűleg a Mont-Royal névből származik, amely királyi hegyet jelent.

## Földrajz

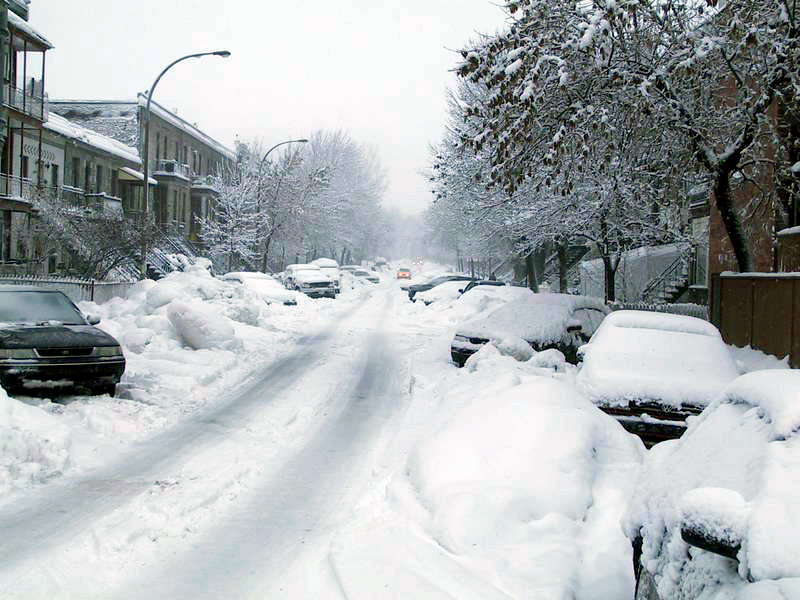
Havas montréali utca 2003 decemberében

Montréal Québec tartomány déli részén fekszik 275 km-re Québec várostól és 167 km-re Ottawától. Két folyó veszi körül a várost, az Ottawa-folyó és a Szent Lőrinc-folyó. Montréal legmagasabb pontja a 233 méter magas Mont Royal domb.
A városi kikötő a Szent Lőrinc-folyón átmenő tengeri út – a Nagy-tavak és az Atlanti-óceán között halad – egyik vége (Voie maritime du Saint-Laurent). Montréal szigetén található a Mont Royal hegy három csúccsal.
Montréal a központja Montréal-metropolisznak (Communauté métropolitaine de Montréal). A várostól északra fekszik Laval, keletre Repentigny, délre Longueuil, Saint-Lambert, Brossard; nyugatra több kisebb település. A városban több anglofón enklávé is található: Westmount, Montréal-Quest, Hamstead, Côte Saint-Luc, Mont-Royal; továbbá van egy frankofón enklávé is: Montréal-Est.

### Éghajlat

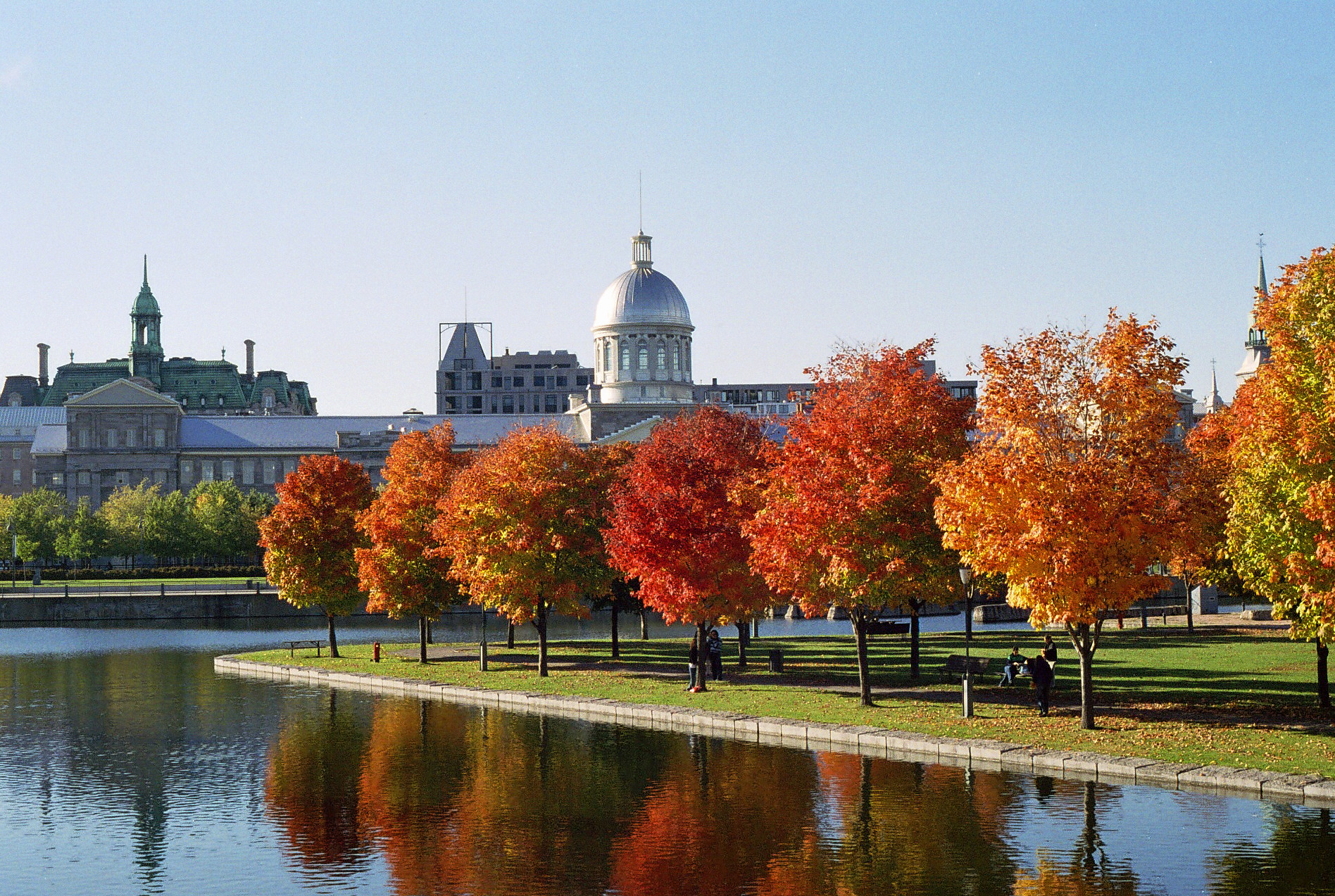
Montréal ősszel

Montréalban több éghajlati terület jellemzője megfigyelhető, köztük a legjelentősebb a kontinentális éghajlat (Köppen-féle klasszikus éghajlatosztályozás Dfb). Csapadékban bővelkedik: 2,25 méter hó és 900 mm eső esik évente. A statisztikák szerint a nyár nagyon csapadékos, de ugyanakkor ilyenkor süt a legtöbbet a Nap.
A leghidegebb hónap a január, amikor akár –15 °C is lehet, mivel nagyon szeles ez a hónap. A legmelegebb hónap a július, 26,3 °C is lehet.
A város időjárás-rekordjai: 1957. január 15-én –37,8 °C-ot mértek, ez volt a város történetében a leghidegebb, míg a legmelegebbet, 37,6 °C-ot 1975. augusztus 1-jén mérték.
| Hónap                         | Jan.  | Feb.  | Már.  | Ápr.  | Máj. | Jún. | Júl. | Aug. | Szep. | Okt. | Nov.  | Dec.  | Év    |
| ----------------------------- | ----- | ----- | ----- | ----- | ---- | ---- | ---- | ---- | ----- | ---- | ----- | ----- | ----- |
| Rekord max. hőmérséklet (°C)  | 13,9  | 15,0  | 25,6  | 30,0  | 33,9 | 35,0 | 35,6 | 37,6 | 33,5  | 28,3 | 21,7  | 18,0  | 37,6  |
| Átlagos max. hőmérséklet (°C) | −5,7  | −3,9  | 2,2   | 10,7  | 19,0 | 23,6 | 26,2 | 24,8 | 19,7  | 12,7 | 5,3   | −2,2  | 11,1  |
| Átlaghőmérséklet (°C)         | −10,2 | −8,4  | −2,3  | 5,7   | 13,4 | 18,2 | 20,9 | 19,6 | 14,6  | 8,1  | 1,6   | −6,3  | 6,3   |
| Átlagos min. hőmérséklet (°C) | −14,7 | −12,9 | −6,7  | 0,6   | 7,7  | 12,7 | 15,6 | 14,3 | 9,4   | 3,4  | −2,1  | −10,4 | 1,5   |
| Rekord min. hőmérséklet (°C)  | −37,8 | −33,9 | −29,4 | −15,0 | −4,4 | 0,0  | 6,1  | 3,3  | −2,2  | −7,2 | −19,4 | −32,4 | −37,8 |
| Átl. csapadékmennyiség (mm)   | 78    | 62    | 74    | 78    | 76   | 83   | 91   | 93   | 93    | 78   | 93    | 81    | 979   |
| Havi napsütéses órák száma    | 102   | 124   | 159   | 173   | 230  | 246  | 274  | 241  | 175   | 140  | 86    | 80    | 2029  |
| Forrás: Environment Canada    |       |       |       |       |      |      |      |      |       |      |       |       |       |

## Történelem
Montréal már 1535 előtt is lakott volt, hiszen az indiánok Hochelaga (Hódok gátja) nevű települését Jacques Cartier már itt találta, ekkor hozzávetőlegesen 3500 lakosa volt. Cartier I. Ferenc francia király nevében birtokba vette a sziget, melynek a közepén egy hegy emelkedik. Valószínűleg e két elem kombinációjaként jött létre a neve is, „Mount Royal” azaz „Királyi hegy”. 1611-ben kereskedelmi állomást létesítettek itt, ekkorra az indiánok már elhagyták a települést. A várost Paul de Chomedey alapította 1642-ben. A telepesek a kapott földet a zord időjárás és az indián támadások közepette próbálták művelni. Montréal több családja vissza tudja vezetni eredetét a telepes időkig.
A település szépen fejlődött, s Montréal a nyugat kapujává vált. 1720-ban út épült Montréal és Québec között, így rendszeres postaszolgálatot is tudtak működtetni. Az angolok 1760-ban foglalták el a várost, majd 1775-ben hét hónapig amerikai megszállás alatt állt. 1784-ben itt alakult a North West Company, a Hudson’s Bay Company legnagyobb szőrmekereskedő vetélytársa, melyet 1821-ben magába olvasztott az erősebb előd. 1853-ban, a hatalmas tűzvészt követő évben megindult a rendszeres hajóforgalom Liverpool, s így Európa és Montréal között. 1959-ben nyílt meg a hajózható vízi út, a Szent Lőrinc-víziút Kanada és az Egyesült Államok közös vállalkozásaként, amely összeköti az Atlanti-óceánt a Nagy-tavak legtávolabbi végével, 3768 km hosszúságban. Ennek köszönhetően Montréal, bár 1600 km-re van az Atlanti-óceántól, Kanada egyik legnagyobb tengeri kikötőjének számít. Forgalmának több mint 60 százaléka tengerentúli kikötőkből származik és oda irányul, elsősorban európai, közel-keleti és afrikai kikötőkből.
Montréalban a lakosság kétharmada franciául beszél, a város Párizs után a második legnagyobb francia város. 1967-ben itt tartották a világkiállítást (Expo ’67), 1976-ban pedig a nyári olimpiai játékokat rendezték itt.

## Politika

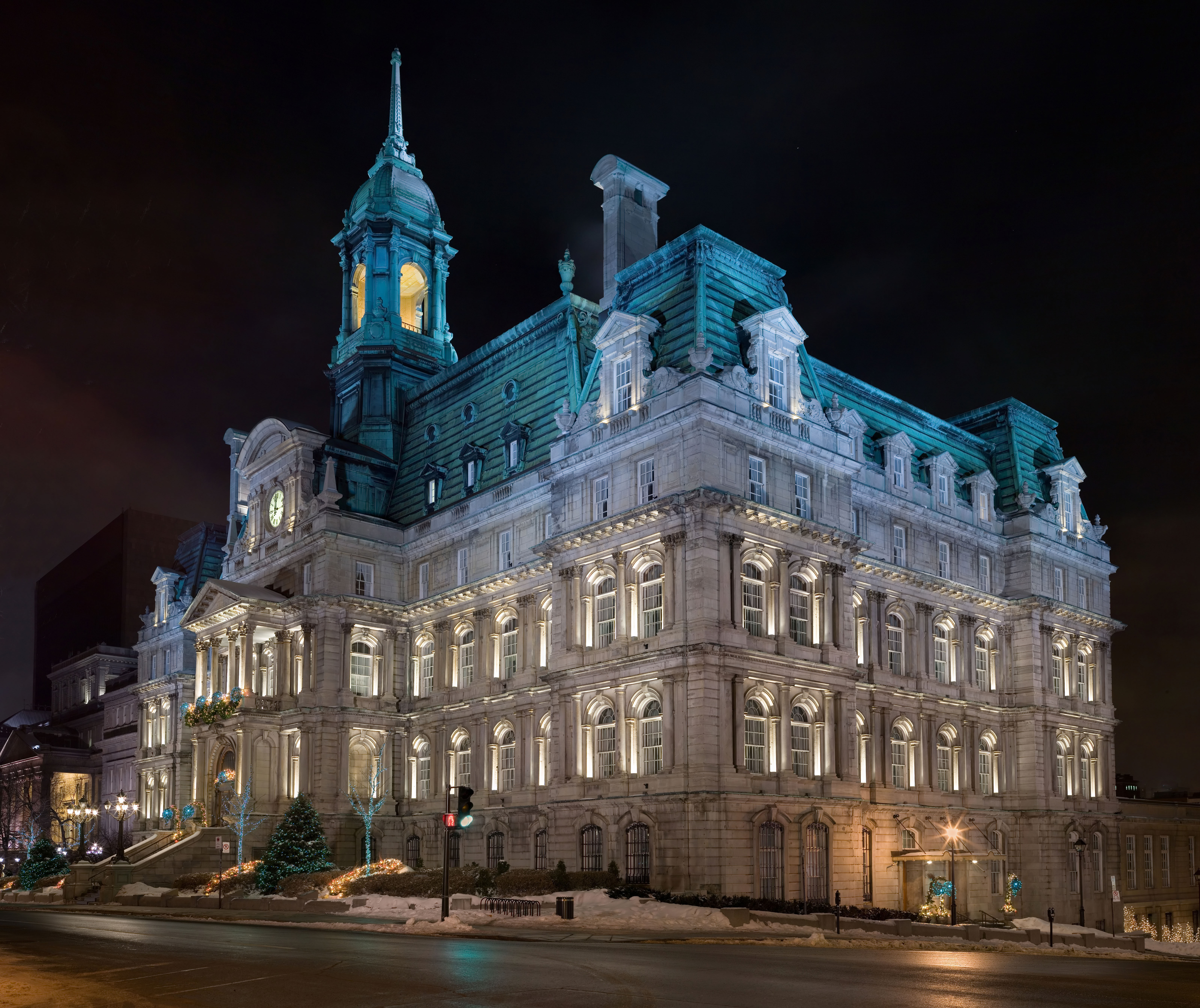
A városi tanács épülete (Hôtel de ville)

### Városi tanács
A városi tanács (conseil de ville) 64 főből áll (45 tanácsos és 19 körzeti vezető). A törvényeket ez készíti elő és hozza meg.

### Kerületi tanács
A városban 19 körzeti tanács (conseils d’arrondissement) van, amelyet a körzeti vezető képvisel a városi tanácsban. Ez a tanács határozza meg a körzettel kapcsolatos törvényeket, vitatja meg a kérdéseket.

## Közigazgatás
Montréalban 19 kerület található:
- Ahuntsic-Cartierville
- Anjou

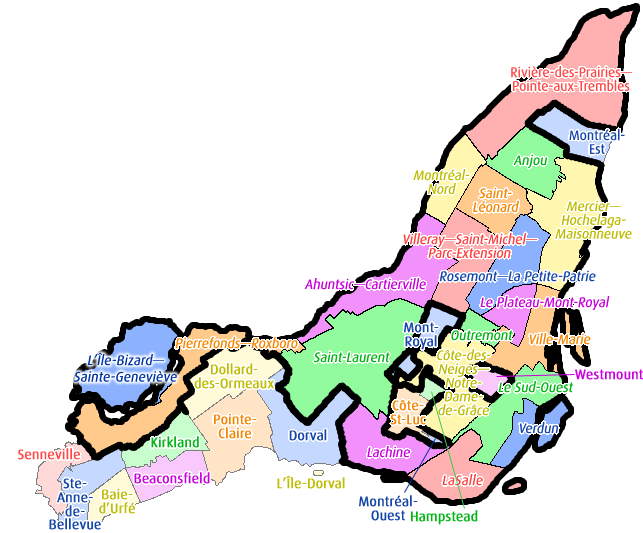
Montréal kerületei

- Côte-des-Neiges–Notre-Dame-de-Grâce
- Lachine
- LaSalle
- Le Plateau-Mont-Royal
- Le Sud-Ouest
- L'Île-Bizard–Sainte-Geneviève
- Mercier–Hochelaga-Maisonneuve
- Montréal-Nord
- Outremont
- Pierrefonds-Roxboro
- Rivière-des-Prairies–Pointe-aux-Trembles
- Rosemont–La Petite-Patrie
- Saint-Laurent
- Saint-Léonard
- Verdun
- Ville-Marie
- Villeray–Saint-Michel–Parc-Extension

## Népesség
| év   | lakosság (fő) |
| ---- | ------------- |
| 1801 | 9000          |
| 1811 | 13 300        |
| 1821 | 18 767        |
| 1831 | 27 297        |
| 1841 | 40 356        |
| 1851 | 57 715        |
| 1861 | 90 323        |
| 1871 | 107 225       |
| 1881 | 140 747       |
| 1891 | 216 650       |
| 1901 | 267 730       |
| 1911 | 467 986       |

| év   | lakosság (fő) |
| ---- | ------------- |
| 1921 | 618 506       |
| 1931 | 818 577       |
| 1941 | 903 007       |
| 1951 | 1 036 542     |
| 1961 | 1 257 537     |
| 1971 | 1 214 532     |
| 1981 | 1 018 609     |
| 1991 | 1 017 666     |
| 1996 | 1 571 630     |
| 2001 | 1 617 680     |
| 2006 | 1 637 563     |
| 2011 | 1 649 519     |

Montréal metropoliszban a kanadai statisztikai hivatal szerint 3 635 733 ember élt 2005-ben. Lakosságát tekintve Amerika 30., míg a világ 77. legnagyobb metropolisza. Montréal városban kb. másfél millió fő él.

### Nyelvek
| Otthon használt nyelv Montréal metropoliszban (CMA) | Otthon használt nyelv Montréal metropoliszban (CMA) | Otthon használt nyelv Montréal metropoliszban (CMA) | Otthon használt nyelv Montréal metropoliszban (CMA) |
|                                                     | 1996                                                | 2001                                                | 2006                                                |
| --------------------------------------------------- | --------------------------------------------------- | --------------------------------------------------- | --------------------------------------------------- |
| Francia                                             | 71,2%                                               | 72,1%                                               | 70,5%                                               |
| Angol                                               | 19,4%                                               | 18,5%                                               | 18,5%                                               |
| Egyéb nyelvek                                       | 13,4%                                               | 13,1%                                               | 14,6%                                               |

A lakosság 68,8%-ának anyanyelve a francia, 12,3%-ának az angol, míg 18,9%-ának sem a francia, sem az angol nem anyanyelve. A migráció miatt a városban olaszul, németül, portugálul, spanyolul, görögül, románul, jiddisül, arabul, hindiül és kínaiul is beszélnek.

### Migráció
A Kanadai Statisztikai Hivatal szerint a lakosság többsége Európából származik, azon belül is francia, ír, angol és olasz területekről. A négy legnagyobb etnikum 2001-ben a városban: kanadai (több generáción keresztül az országban él) 55,7% (1 885 085 fő), francia 26,6% (900 485 fő), olasz 6,6% (224 460 fő) és ír 4,7% (161 235 fő).
Egyéb kisebbségek:
- fehérek : 2 998 145 (83,5%)
- feketék : 169 065 (4,7%)
- arabok : 98 885 (2,8%)
- latin-amerikaiak : 98 885 (2,1%)
- kínaiak : 72 015 (2%)

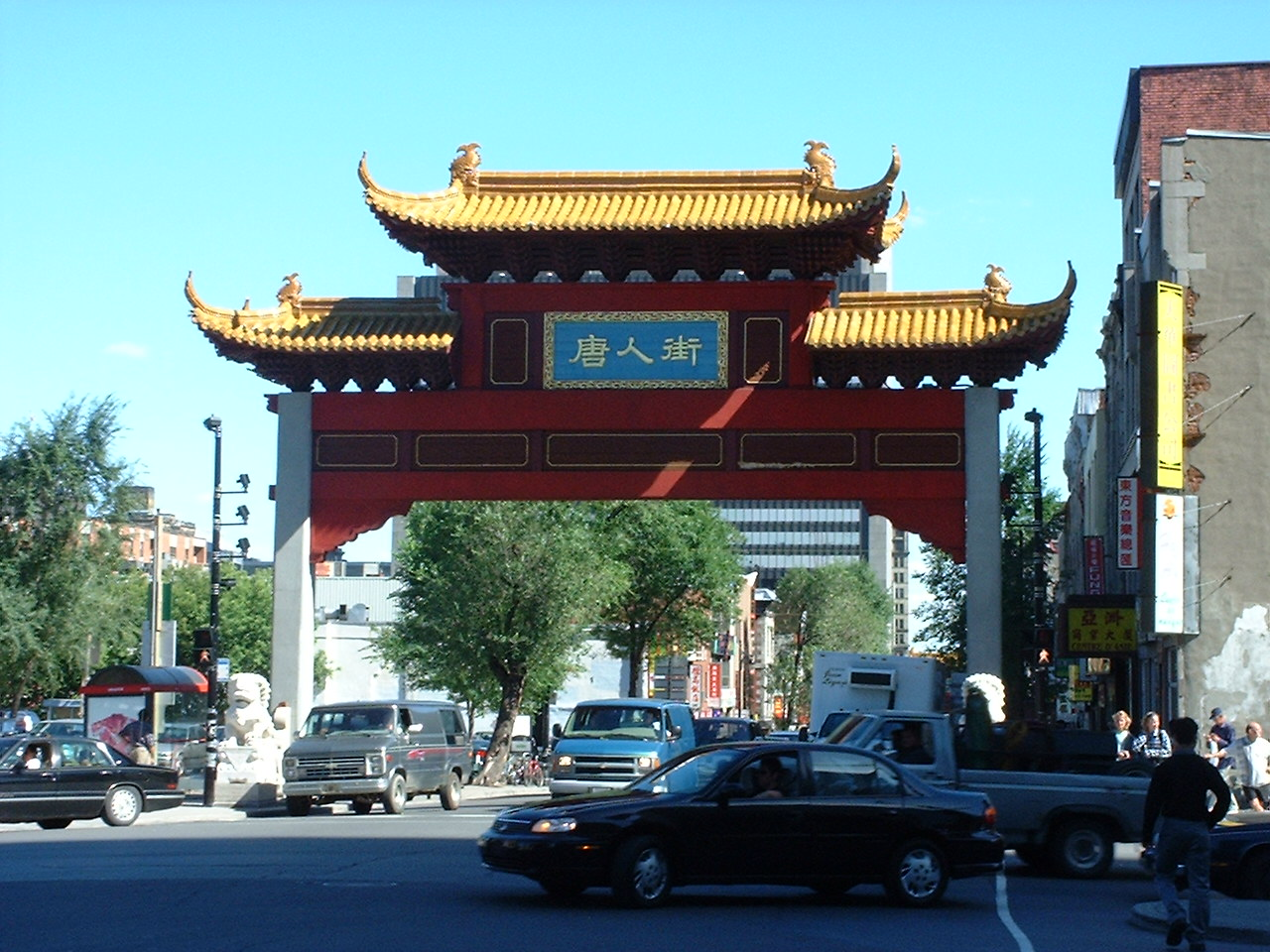
Kínai negyed Montréalban

- Indiai szubkontinensről érkezők: 70 615 (2%)
- délkelet-ázsiaiak : 44 965 (1,3%)
- fülöp-szigetekeiek: 23 510 (0,7%)
- nyugat-ázsiaiak : 14 520 (0,4%)
- koreaiak : 4665 (0,1%)
- japánok: 2985 (0,1%)

### Vallás

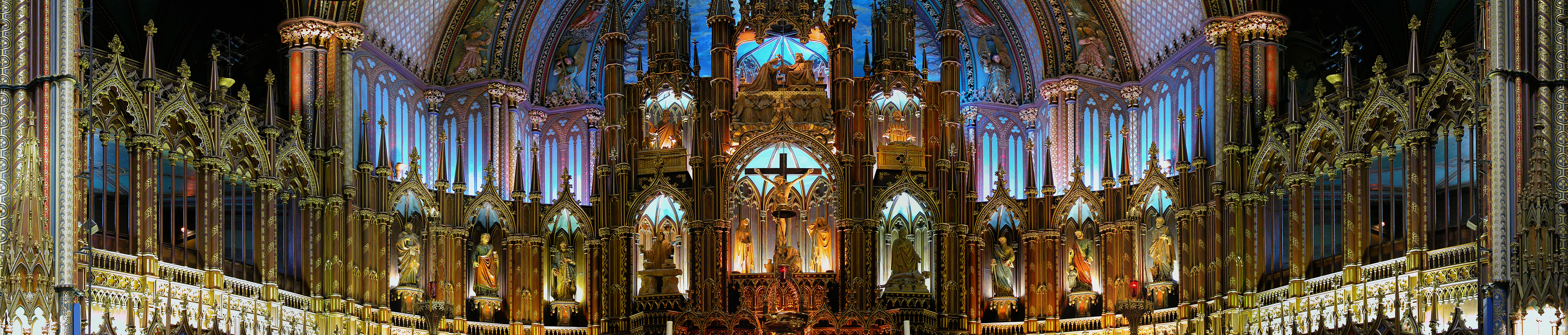
A Notre-Dame de Montréal bazilika

Montréalban több templom is található, emiatt a 19. században a száztornyú városnak is hívták.
A lakosság 84%-a keresztény, azon belül a többség római katolikus. További kisebb vallások: iszlám, hinduizmus, zsidók, buddhizmus.

## Gazdaság

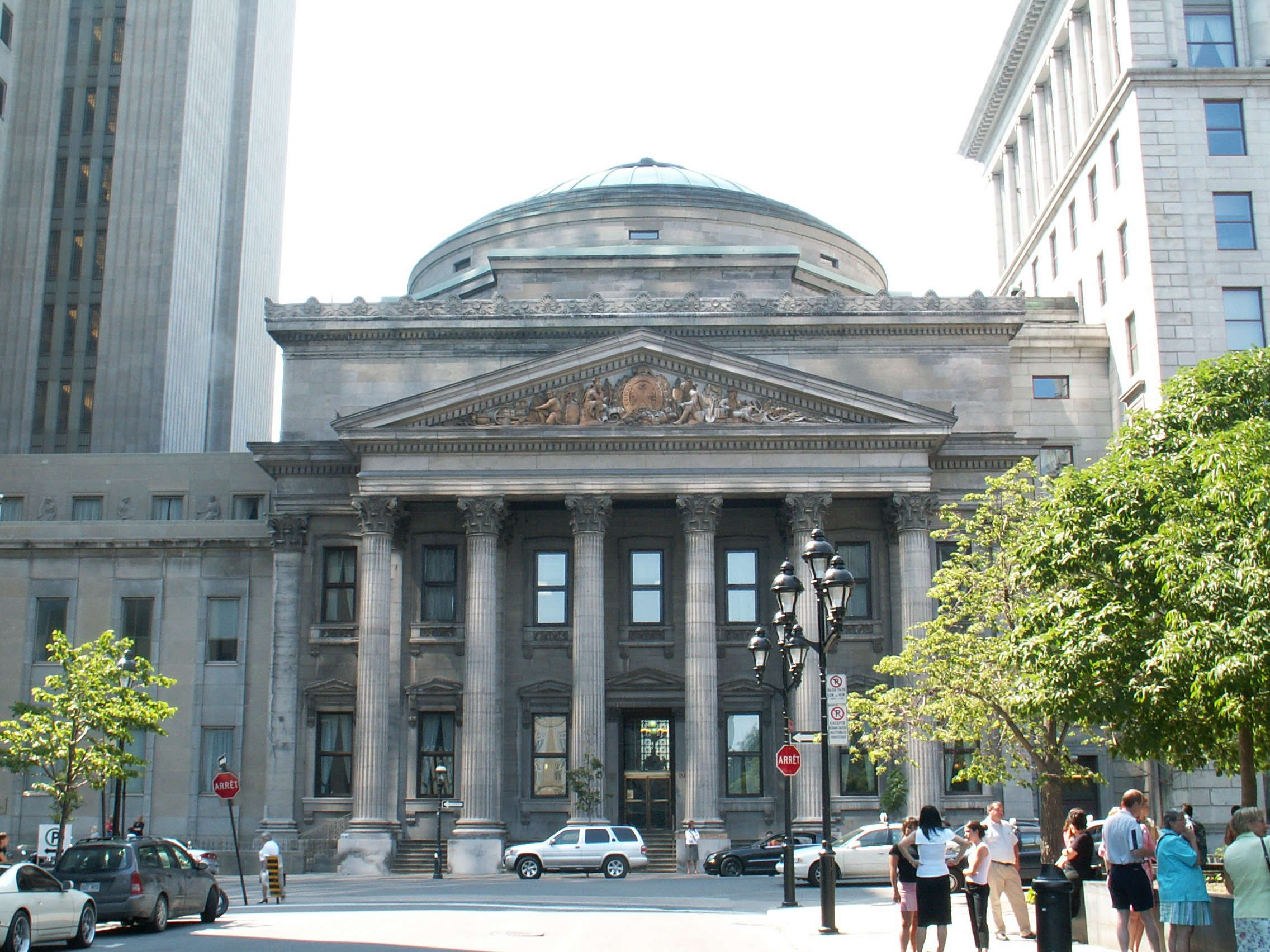
A Banque de Montréal épülete

Montréal az 1970-es évekig az ország legfontosabb városa volt gazdaságilag, amit később Toronto vett át. A 21. században a város ipari és kereskedelmi központ, ugyanakkor fontos kikötő is. A Nagy-tavak vidékén a második ipari központ, emiatt Kanada egyik fontos közlekedési csomópontja is.
A legfontosabb iparágak a városban a telekommunikáció, az aeronautika, a videójátékok, a faipar, a textilipar, a dohányipar. A legfontosabb ipari cégek: Bombardier, Hydro-Québec, BCE, Power Corporation, Kanadai Nemzeti Vasúttársaság, Banque Nationale du Canada, Air Canada, Alcan, SNC-Lavalin, Saputo, CGI, Quebecor, Domtar és Métro Richelieu.
Montréalban található tőzsde is, melyek nevei Bourse de Montréal és NASDAQ Canada. A város a központja a Nemzetközi Polgári Repülési Szervezetnek, a Nemzetközi Légi Szállítási Szövetségnek és számos egyéb nemzetközi szervezetnek is.

## Kultúra

### Rendezvények

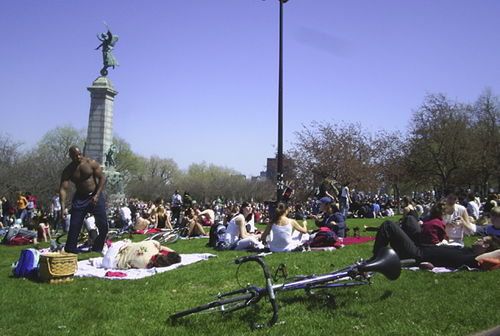
Tam-tams du mont Royal

Montréalban évente számtalan fesztivált rendeznek meg, a többségét nyáron. Az egyik legismertebb fesztivál a Nemzetközi jazzfesztivál, a Francofolie és a Komédia-Fesztivál. A jazzfesztivál idején több utcát is lezárnak a közlekedés elől. A Tam-tams du mont Royal spontán megrendezett esemény, amelyet nyáron rendeznek minden vasárnap.

### Múzeumok és színházak
A városi művészeti központ a Place des Arts, amely a Kortárs Művészetek Múzeumában található, ill. abban a pár színházban, amelyek a városban találhatók: Montréali Opera és Montréali Szimfonikus Zenekar.
Montréalban több történeti és archeológiai múzeum is található. A Mosoly Múzeumban rendezik meg a Mosoly-napot.
A legismertebb színházak a Théâtre Saint-Denis, a Théâtre du Rideau Vert és a Théâtre du Nouveau Monde.

### Emlékművek

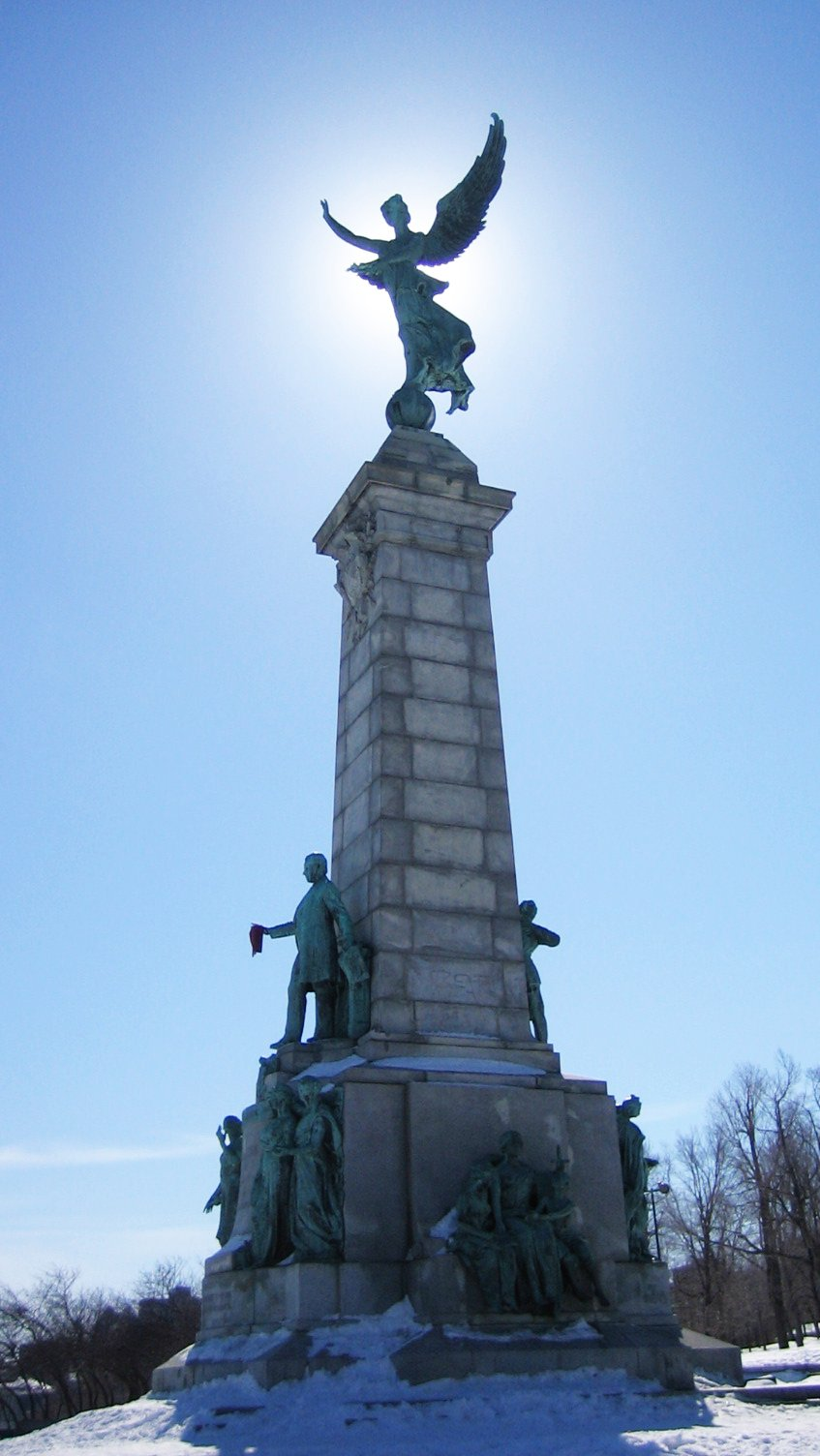
George-Étienne Cartier-emlékmű

A városban mind az angol, mind a francia nyelvű lakosok számára készültek emlékművek. A Ville-Marie társaság a Youville-téren állított fel emlékműveket.
A városban két neves francia háza is megtalálható: Antoine Laumet, aki Detroit városát alapította és René Robert Cavelier de La Salle, aki a Mississippit vizsgálta.

### Zöld területek
A városban több száz park, illetve egyéb zöldterület van. A legismertebb park a Mont-Royal, amelyet 1876-ban hoztak létre, területe 2 km². A terveket az amerikai Frederick Law Olmsted készítette a New York-i Central Park alapján.
- Fontosabb parkok:
  - Park Mont-Royal (1,90 km²)
  - Park Jean-Drapeau (2,09 km²)

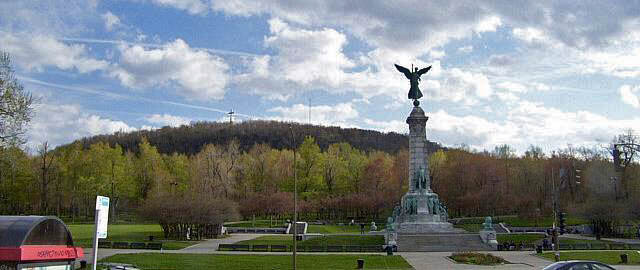
Mont Royal A Mont-Royal park keleti oldala

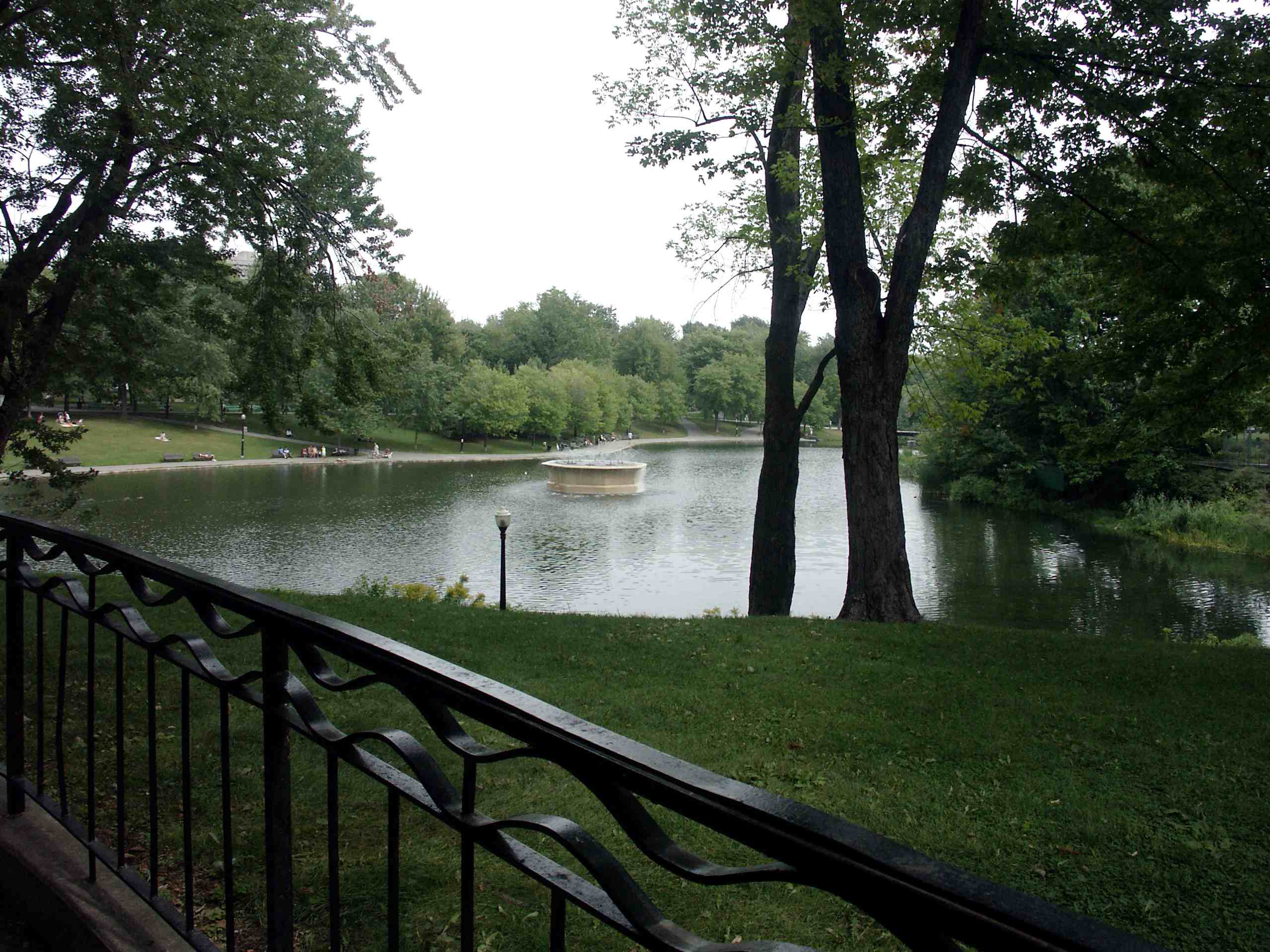
A Lafontaine-park tava

  - Park René-Lévesque (0,14 km²)
  - Saint-Michel komplexum (1,92 km²)
  - Parc des Rapides (0,30 km²)
  - Park Jarry (0,36 km²)
  - Promenade Bellerive (0,22 km²)
  - Park Lafontaine (0,36 km²)
  - Park Angrignon (0,97 km²)
  - Park Maisonneuve (0,63 km²)
- Nemzeti parkok:
  - Cap Saint-Jacques (2,88 km²)
  - Île-de-la-Visitation (0,34 km²)
  - Pointe-aux-Prairies (2,61 km²)
  - Île Bizard (2,01 km²)
  - Bois-de-Liesse (1,59 km²)
  - Anse-à-l’Orme (0,88 km²)

## Közlekedés

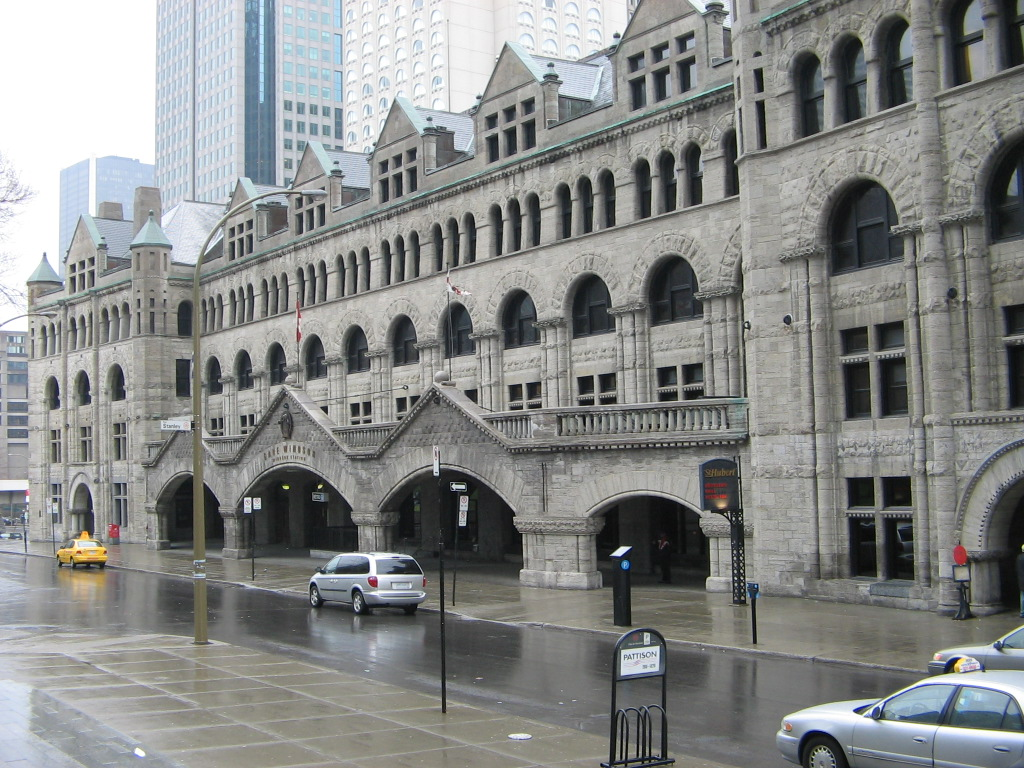
Windsor-pályaudvar

Montréal fontos közlekedési csomópont. Egy 2003-as felmérés szerint a lakosság 33%-a használja munkába menet a tömegközlekedési eszközöket, 52,5%-a autóval, 8,2%-a gyalog megy.

### Légi közlekedés
A városban két nemzetközi repülőtér található:
- Pierre-Elliott-Trudeau Reptér
- Mirabel Reptér

### Metró

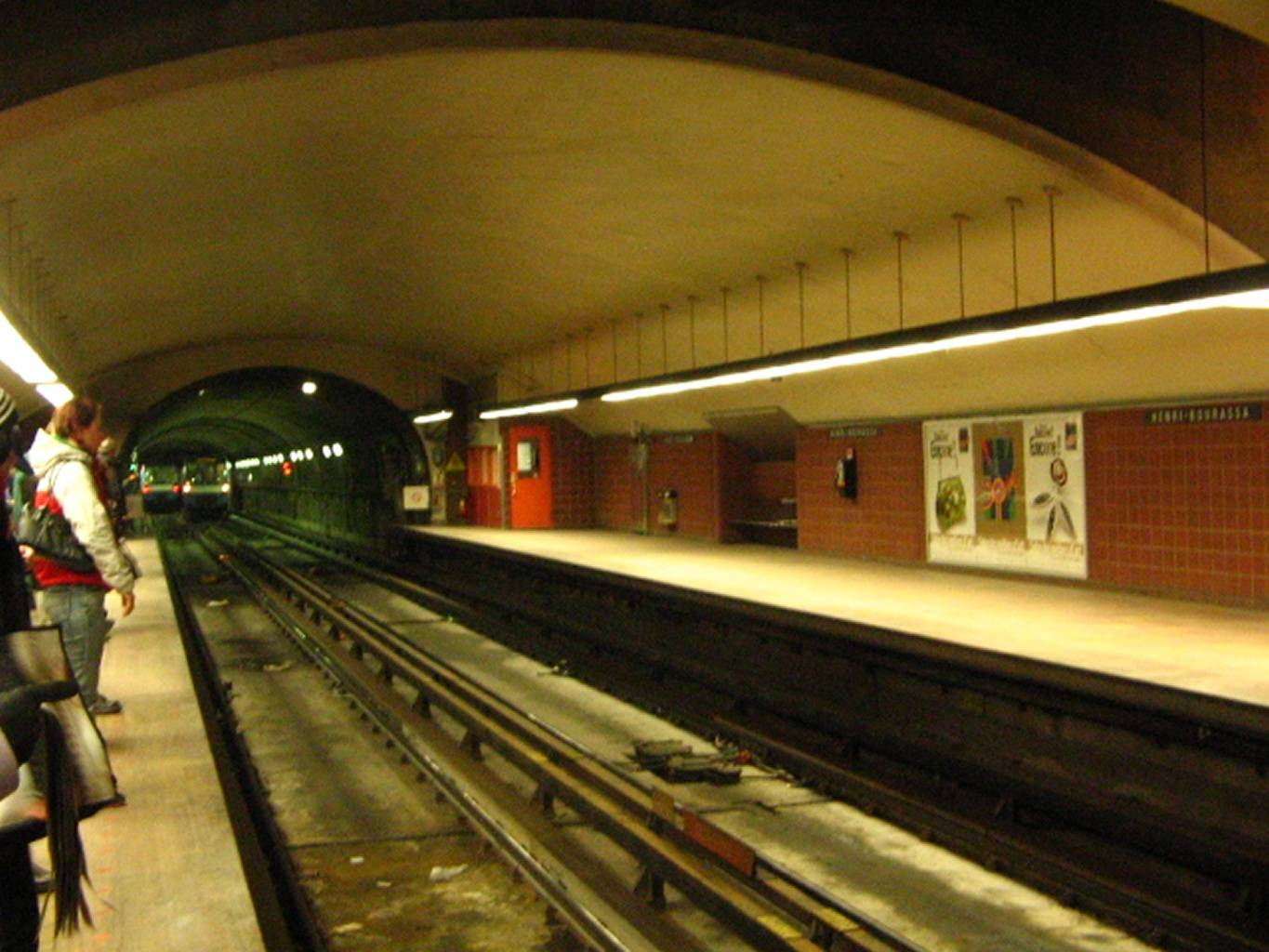
Henri-Bourassa állomás

A metróhálózat 66 km hosszú és 68 állomással rendelkezik. Naponta 700 ezer fő utazik ezzel a közlekedési eszközzel. Montréal szigetén közlekedik a Szent Lőrinc-folyó és Laval város között.
A metrót 1966-ban, a következő évi világkiállítás jegyében adták át. Ez volt az első metró a világon, amely gumikerekeken közlekedik; a Michelin és a RATP tervezték őket.

### Vasút

Vasúti hálózatok a városban

Számos gyorsvonat van Montréalban, amelyek Toronto és Montréal, illetve Québec és Montréal között közlekednek. Az Amtrak az USA és Montréal között közlekedik.
Öt elővárosi vonal is van:
- Montréal/Dorion–Rigaud,
- Montréal/Deux-Montagnes,
- Montréal/Blainville–Saint-Jérôme,
- Montréal/Mont-Saint-Hilaire,
- Montréal/Delson–Candiac.

### Közút
Montréal szigetén több autópálya is található:
- 10-es autópálya
- 13-as autópálya
- 15-ös autópálya
- 20-as autópálya
  - 520-as autópálya
  - 720-as autópálya
- 25-ös autópálya
- 40-es autópálya (Transzkanadai autópálya)

A 25-ös autópálya Lavalon halad keresztül, és Montréal szigetére az új hídon keresztül lehet átérni.
Az autóbusz-hálózat kiterjedt: 169 nappali és 20 éjszakai járat van. Az első autóbuszjárat 1919. november 20-án indult el.

### Vízi közlekedés
A montréali kikötő a sziget délkeleti részén található, és Vancouver után a második legfontosabb kikötő Kanadában. A kikötő a kis hajóktól kezdve az óceánjárókig mindenféle hajót képes befogadni. 2005-ben több mint 35 ezer utazó és 19 millió tonna áru érkezett a városba.

## Oktatás

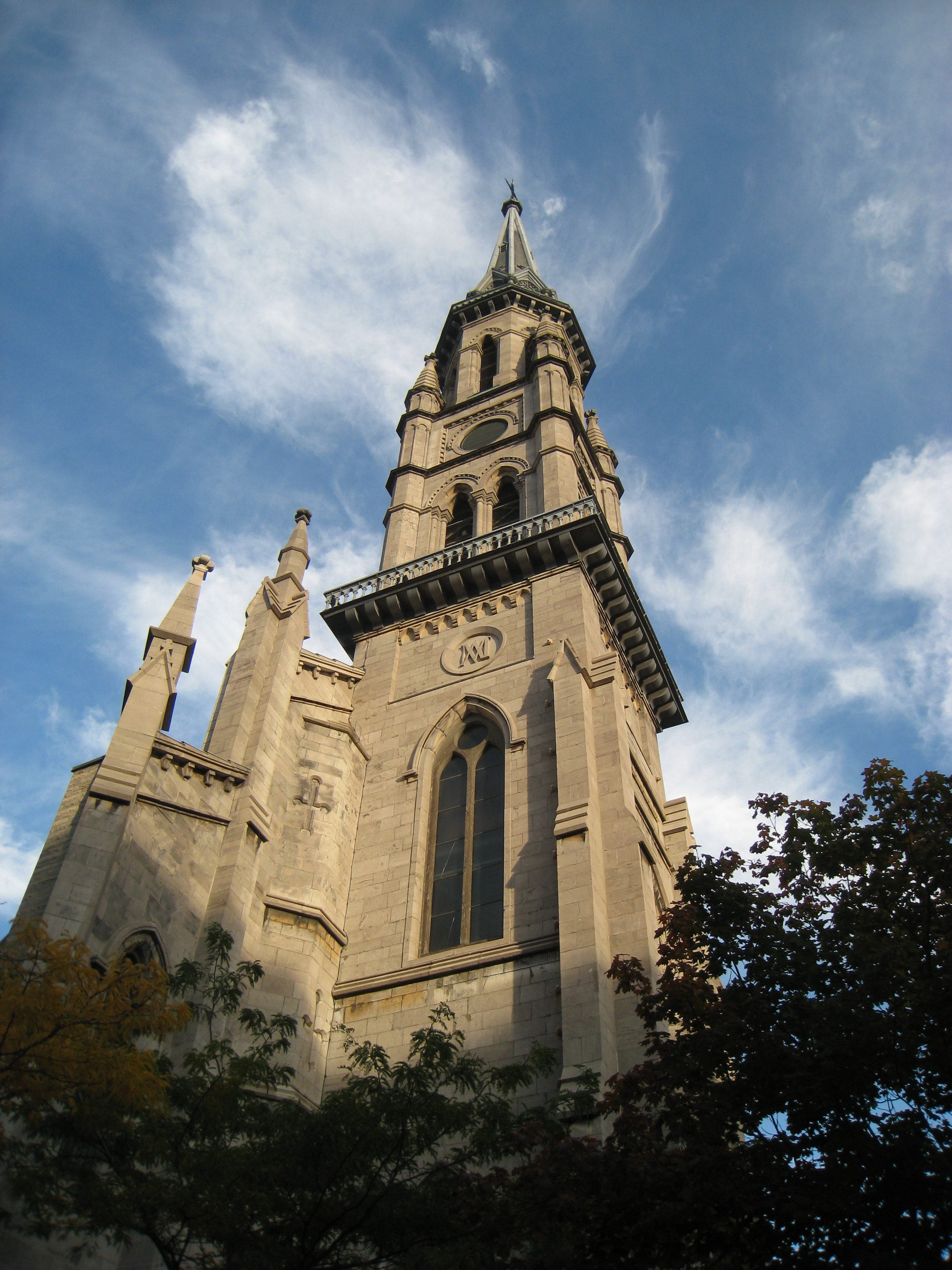
A Montréali Québec Egyetem tornya

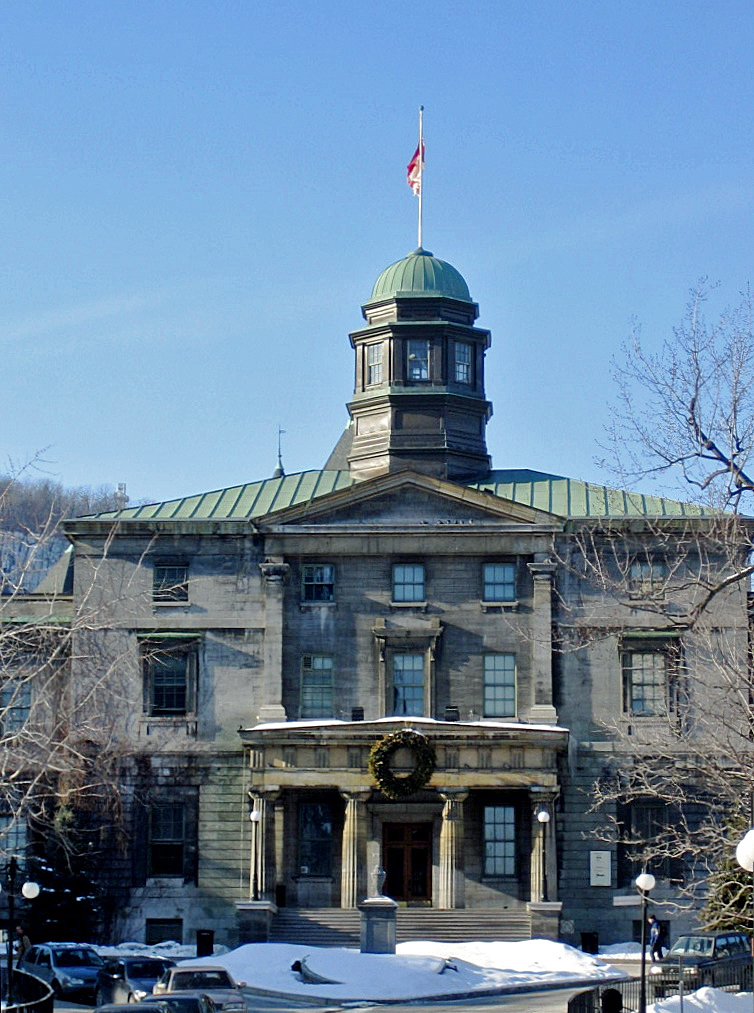
McGill Egyetem

A városban négy egyetem található, és Észak-Amerikában Montréal városában tanul a legtöbb egyetemista. A 100 főre jutó egyetemisták száma 4,38 fő, míg Boston egy századdal lemarad 4,37 fővel.

### Francia nyelvű egyetemek
A városban két francia nyelvű egyetem van, és a tartomány egész területéről érkeznek hallgatók az egyetemekre.
A Montréali Egyetem (Université de Montréal vagy UdeM) a tíz közül az egyik legnagyobb kanadai egyetem, a legfontosabb a tartományban. Ez az első francia nyelvű egyetem Montréalban, és a Sorbonne után a második a világon. Az egyetem karai:
- HEC Montréal
- École polytechnique de Montréal
- Centre hospitalier de l'Université de Montréal (CHUM)

A Montréali Québec Egyetem (Université du Québec à Montréal vagy UQAM) a Québec Egyetem tagja. Karai:
- École de design (UQAM)
- École de langues (UQAM)
- École supérieure de mode de Montréal (UQAM)
- École de technologie supérieure (UQ)
- École nationale d'administration publique (UQAM)
- Institut national de la recherche scientifique (UQ)

### Angol nyelvű egyetemek
A két angol nyelvű egyetemre az USA-ból is érkeznek diákok, akik Montréal Ville-Marie és Notre-Dame-de-Grâce városrészeiben laknak.
- A Concordia Egyetem hivatalosan kétnyelvű intézmény. Az egyetem új épületét a 21. század elején kezdték el építeni.
- A McGill Egyetem (McGill University) az ország egyik legrégebbi egyeteme, a Times Higher Education Supplement szerint a legjobb egyeteme is.

## Sportélete

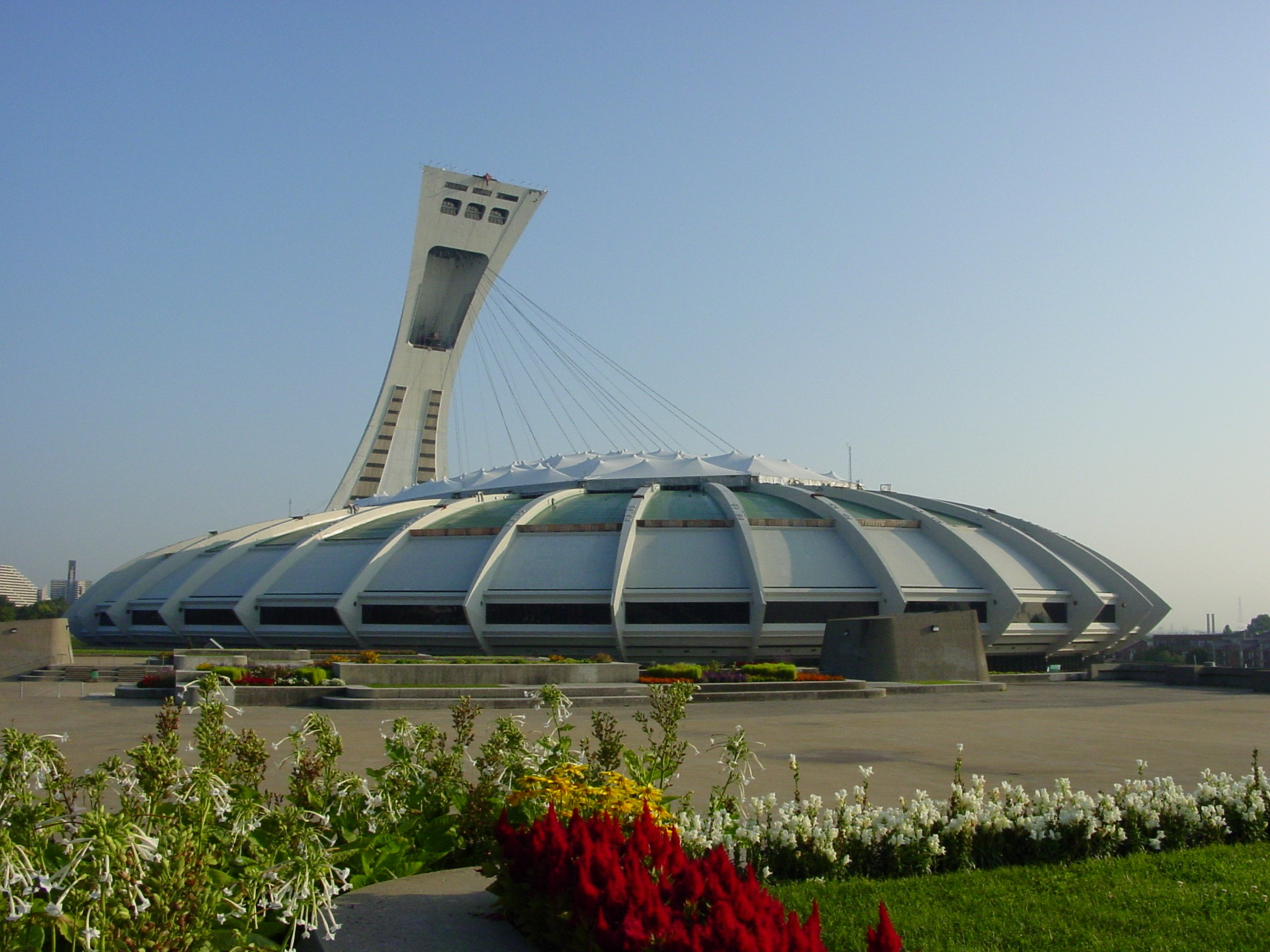
Olimpiai stadion

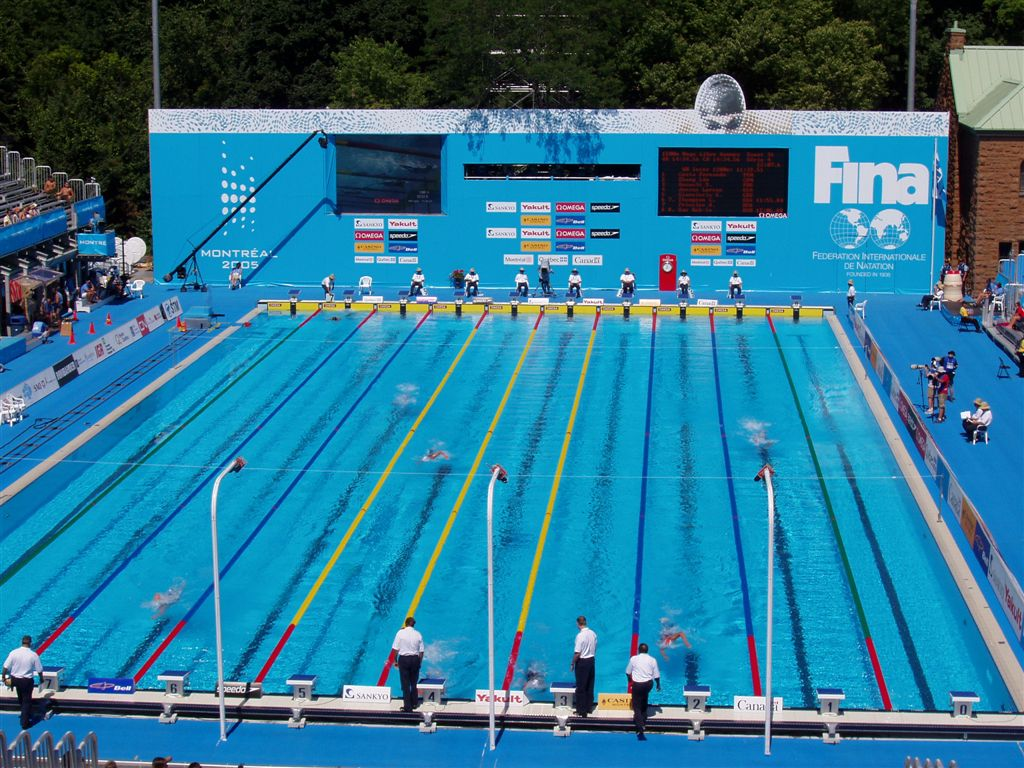
2005-ös úszó világbajnokság

A város legkedveltebb sportja a jégkorong. A Montréal Canadiens első osztályú klub, amely eddig 24 alkalommal vihette haza a Stanley-kupát, 11-szer több alkalommal, mint a második legtöbb kupát elnyerő Toronto Maple Leafs.
A baseball is kedvelt játék Montréalban. 1960-ig a Royaux de Montréal volt a legsikeresebb városi klub. Az Expos de Montréal klub 1969 óta játszik a városban. Ez a klub 37 év után, 2005-ben Washingtonba telepedett át, és a nevét Washington Nationals-ra változtatta.
Az Alouettes de Montréal kanadai labdarúgócsapat a városban tevékenykedik. Két stadionban, a Percival-Molson és az Olimpiai Stadionban játszik.
A labdarúgó első ligában (United Soccer Leagues) játszó Impact de Montréal labdarúgócsapat a Saputo-stadionban játszik. 2007-ben az U20-as világbajnokságot az Olimpiai Stadionban rendezték meg.
A városban található a Circuit Gilles Villeneuve Formula–1-es pálya, amelyen 1978 óta rendeznek versenyt. A pálya a Notre-Dame-szigeten található.
Montréal rendezte az 1976. évi nyári olimpiai játékokat.

## Partnertelepülések
- Jereván, Örményország, 1998.[19]
- Sanghaj, Kína, 1985.[20]
- Lyon, Franciaország, 1979.[21]
- Párizs, Franciaország, 2006.[22]
- Lakhnau, India, 2000.[23]
- Hirosima, Japán, 1998.[24]
- Manila, Fülöp-szigetek[25]
- Puszan, Dél-Korea, 2000.[26]Montréal a Mont-Royalról

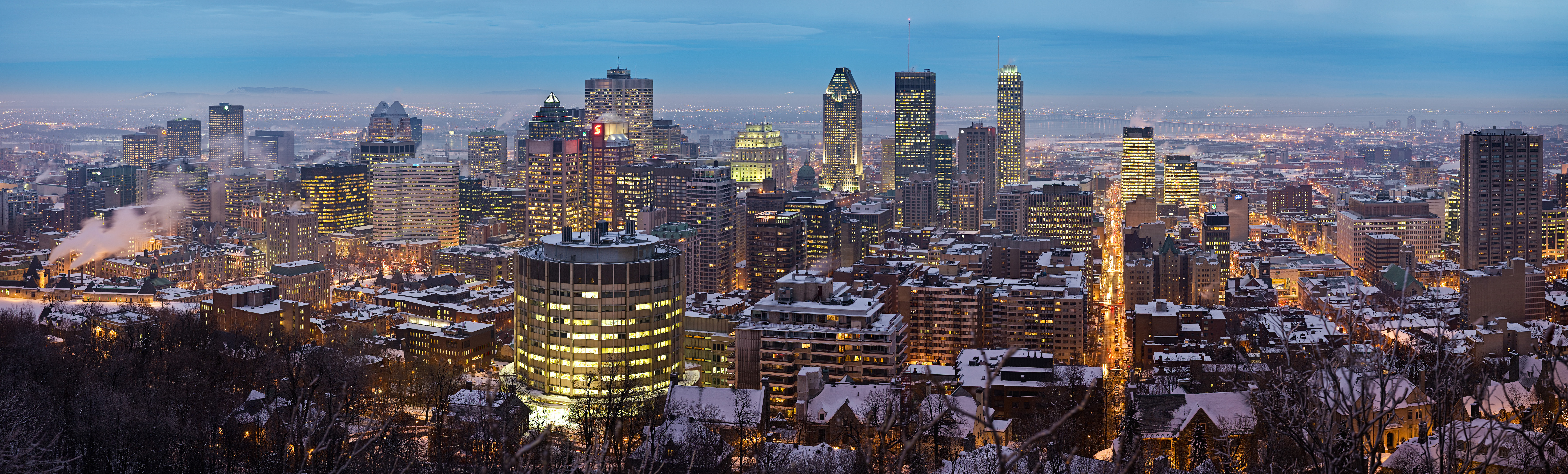
Montréal a Mont-Royalról

## Magyarok Montréalban
- Sipos Péter, a Hungária együttes egykori basszusgitárosa
- Orosz József újságíró

## Fordítás
- Ez a szócikk részben vagy egészben  a   Montreal című angol Wikipédia-szócikk fordításán alapul.  Az eredeti cikk szerkesztőit annak laptörténete sorolja fel. Ez a jelzés csupán a megfogalmazás eredetét és a szerzői jogokat jelzi, nem szolgál a cikkben szereplő információk forrásmegjelöléseként.
- Ez a szócikk részben vagy egészben  a   Montréal című horvát Wikipédia-szócikk fordításán alapul.  Az eredeti cikk szerkesztőit annak laptörténete sorolja fel. Ez a jelzés csupán a megfogalmazás eredetét és a szerzői jogokat jelzi, nem szolgál a cikkben szereplő információk forrásmegjelöléseként.